# 可再生能源比例标准
可再生能源比例标准（英語：RPS, Renewable Portfolio Standard），也被称为可再生能源配额制（在英国称作可再生能源义务），是指给予电力公司的指标，要求他们所发的电力有一定比例来自于可再生能源。此一比例由政府确立，通常会逐年上升。这些能源可以来自风能、太阳能、生物质能或者地热能等。在实行可再生能源比例标准的地方，使用绿色能源每向电网输送1000千瓦·时的电力，就可以获得一个单位的可再生能源证书。电力公司为了满足政府规定的指标，就需要购买这些证书，直到他们攒齐足够的证书向监察当局证明其满足了指标。
因为引入了市场机制，可再生能源比例标准与上网电价补贴政策不同，并不能保证所有可再生能源都能获取固定价格的政府补贴，而是依赖市场上“证书”的自由定价。可再生能源比例标准的支持者们认为，这种市场机制会带来良性竞争，推进能源的效率，鼓励创新，最终使得可再生能源的成本可以与传统化石燃料相抗衡。虽然，不同种类的绿色能源之间的竞争可能存在不均衡的现象，但它可以通过具体的比例和特定加乘的方法得以缓解。
可再生能源比例标准已经为许多国家所采纳，包括英国、意大利、波兰、瑞典、比利时和智利。不过它最成功的地方，还是在美国。虽然当前还没有联邦一级的政策，但在美国50个州中已有30个确立了可再生能源比例标准。这些政策与多个联邦税扣除项目一起有力地推动了美国绿色能源的应用。
电力同业公会则反对可再生能源比例标准，认为它将“导致用户电价上涨，并引起各州之间的不平等。”